# Andrej Čerkasov
Andrej Genadjevič Čerkasov (rusko Андре́й Генна́дьевич Черка́сов), ruski tenisač, * 4. julij 1970, Ufa, Sovjetska zveza.